# Trachelipus pierantonii
Trachelipus pierantonii är en kräftdjursart som först beskrevs av Arcangeli 1932D.  Trachelipus pierantonii ingår i släktet Trachelipus och familjen Trachelipodidae. Inga underarter finns listade i Catalogue of Life.